# Аплеталин, Максим Сергеевич
Максим Сергеевич Аплеталин (17 февраля 1987—27 ноября 2022) — российский военнослужащий, майор, командир разведывательной роты батальона специального назначения 25-го отдельного полка спецназа. Участник вторжения России на Украину. Герой Российской Федерации (2022, посмертно).

## Биография
Родился 17 февраля 1987 года в городе Волжском Волгоградской области. В 2010 году окончил Новосибирское высшее военное командное ордена Жукова училище.
После окончания училища служил в спецназе. Участник военной операции России в Сирии против международных террористических формирований. Проходил службу командиром разведывательной роты батальона специального назначения 25-го отдельного полка спецназа.
С февраля 2022 года участвовал во вторжении России на Украину.
Похоронен 2 декабря 2022 года в Волжском.
30 марта 2023 года указом президента России «за мужество и героизм, проявленные при исполнении воинского долга», майору Максиму Аплеталину присвоено посмертно звание Героя Российской Федерации. 8 мая 2023 года, в Волгограде, в Зале Воинской и Трудовой Славы, губернатор Андрей Бочаров передал Золотую Звезду семье Героя.

## Семья
Максим Аплеталин был женат, воспитывал детей, двойняшек — мальчика и девочку.

## Память
Имя Максима Аплеталина высечено золотыми буквами на стене зала Воинской и трудовой славы Волгоградской области.